# مسيرة (1945)

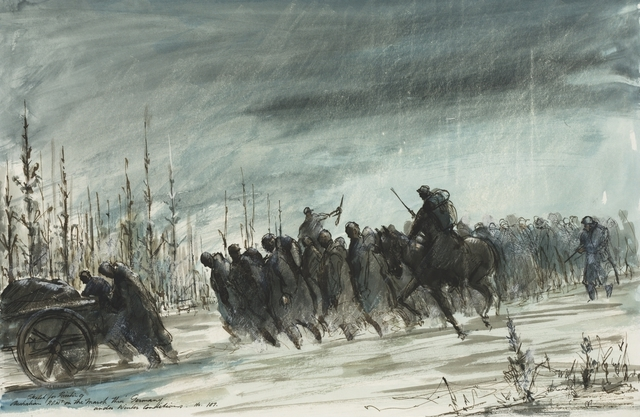
رسم لأسرى الحرب الاستراليين يسيرون عبر ألمانيا خلال شتاء 1944-1945

تشير " المسيرة " إلى سلسلة من المسيرات القسرية خلال المراحل الأخيرة من الحرب العالمية الثانية في أوروبا. من إجمالي 257,000 أسير حرب من الحلفاء الغربيين المحتجزين في معسكرات السجن العسكرية الألمانية، أجبر أكثر من 80,000 أسير حرب على السير غربًا عبر بولندا وتشيكوسلوفاكيا وألمانيا في ظروف الشتاء القاسية، على مدى أربعة أشهر تقريبًا بين يناير وأبريل 1945. سميت سلسلة الأحداث هذه بأسماء مختلفة: " المسيرة العظيمة الغربية " و" ومارس الطويل " و" المسيرة السوداء " و " مسيرة الخبز" و" الموت " مسيرة عبر ألمانيا "، لكن معظم الناجين أطلقوا عليها اسم" المسيرة ".
مع تقدم الجيش السوفيتي، قررت السلطات الألمانية إخلاء معسكرات أسرى الحرب، لتأخير تحرير السجناء. في الوقت نفسه، كان مئات الآلاف من اللاجئين المدنيين الألمان، معظمهم من النساء والأطفال، وكذلك المدنيين من جنسيات أخرى، يشقون طريقهم غربًا أيضًا. :40–42
تشمل الأمثلة سيئة السمعة ما يلي:
- من شتالاج لوفت 4 في Gross Tychow في بوميرانيا، واجه سار السجناء مسافة 800 كيلومتر (500 ميل) برحلة في ظروف عاصفة ثلجية في جميع أنحاء ألمانيا، حيث مات المئات، و؛
- مسيرة من شتالاج الثامن-بي، والمعروفة باسم «مسيرة الموت لامسدورف»، [2] والتي كانت مشابهة لمسيرة وفاة باتان المعروفة (1942) من حيث معدلات الوفيات.[3]
- من شتالاج لوفت 3 في سيليزيا إلى بافاريا

## الدوافع
في 19 يوليو 1944، أصدر أدولف هتلر أمرًا من مقره، Wolfsschanze 150 كيلومتر (93 ميل) غرب شتالاج لوفت 4، «بشأن الاستعدادات للدفاع عن الرايخ». وضعت السكان المدنيين الألمان على قدم وساق في الحرب وأصدرت تعليمات للتحضير لإخلاء العمالة الأجنبية '' (السخرة) والمدنيين بعيدًا عن الجيش السوفييتي المتقدم في الشرق. دعا البند 6 (أ) إلى «الاستعدادات لنقل أسرى الحرب إلى الخطوط الخلفية». أدى هذا إلى إطالة الحرب لمئات الآلاف من أفراد الحلفاء، وكذلك تسبب لهم معاناة شديدة، مجاعة، إصابات و / أو الموت.

## المسيرات
كان يناير وفبراير 1945 من بين أبرد أشهر الشتاء في القرن العشرين في أوروبا، مصحوبين بعاصفة ثلجية ودرجات حرارة منخفضة تصل إلى -25 درجة مئوية (–13   ° ف)، وحتى منتصف مارس، كانت درجات الحرارة أقل بكثير من 0  درجة مئوية (32) ° ف).  معظم أسرى الحرب غير مهيئين للإخلاء، بعد أن عانوا من سنوات من حصص الإعاشة السيئة وارتداء ملابس غير مناسبة لظروف الشتاء المروعة.

## قائمة المراجع
- For You The War Is Over by Sam Kydd - Futura، London، 1974.
- لقد كنا فترة طويلة قادمون للأولاد بقلم تشارلز موريسون - Albyn Press ، Haddington 1989. (ردمك 0-284-98840-5) رقم ISBN   0-284-98840-5
- تقريبا عمر من قبل جون ماكماهون - منشورات شامروك، جزيرة سولت سبرينج قبل الميلاد 1995 (ردمك 978-0-9684454-0-2)
- الهروب الأخير من نيكول ورينيل - فايكنج، نيويورك، 2003.
- من Stirlings و Stalags: قصة مدفعي جوي - WE 'Bill' Goodman - PublishNation ، لندن، 2013.
- المسيرة الطويلة نحو الحرية - فيلم وثائقي من 3 أجزاء، دير. ستيفن سوندرز - ASA ، ستافورد، 2011.

## روابط خارجية
- وفاة لامسدورف مارس 1945 حساب بقلم ضابط صف في سلاح الجو الملكي جوزيف فوسنياك، BEM (لا يزال على قيد الحياة في سبتمبر 2010)
- Stalag VIII-B لوحة المناقشة
- تذكرت Lamsdorf
- يوميات نورمان جاردين في مسيرة أسرى أسرى قسريين، يناير-مايو 1945
- B24.net
- إخلاء معسكر Fallinbostel POW - أبريل 1945
- catwalkchatt.com
- stalag-viiib.com
- Ersatz Krieg: قصة حقيقية للرجال الذين تم القبض عليهم، ولكن لم يتم غزوهم من قبل ألبان سناب عن وقته في مصنع للسكر وبعد مسيرة طويلة من يناير إلى مايو 1945
- ذكريات الحرب العالمية الثانية تعرض حساب مسيرة وفاة داني دورلين، جنبًا إلى جنب مع الآخرين وحسابات PoW الشخصية